# کیت براونینگ
کیت براونینگ (انگلیسی: Keith Browning؛ زادهٔ ۳۱ ژوئیهٔ ۱۹۳۸) یک دانشمند در زمینه هواشناسی اهل بریتانیا است. 